# Хејли Тју
Хејли Александра Тју (15. фебруар 2001.) је америчка глумица. Најпознатија је по улози Пепер у Никелодионовој серији Бела и Булдози.

## Каријера
Тју је рођена у Јужној Калифорнији. Њено прво појављивање на телевизији је било на реклами за Pizza Hut, док је први пут учествовала у шоу Хана Монтана када је имала седам година. Тју се од тада често појављивала у филмовима, шортовима и телевизијским шоуовима. Хејли се појавила и у The Suite Life on Deck где је имала улогу младе лондонкиње. Касније се појављивала и у серијама Очајне домаћице, Џеси, Go On, и Тандерменови. Појавила се и у телевизијском филму Den Brother. У 2013. години, Тју је потписала уговор са Никелодионом након што је учествовала у Los Angeles Groundlings Theater.
Њена прва гласовна улога је била у анимираној серији Monsters vs. Aliens, у којој је дала глас Сквипу. Следеће, Хејли је добила водећу улогу у Никелодионовом специјалу, The Massively Mixed Up Middle School Mystery, играјући једног од три детектива.
Хејлина најзначајнија улога у каријери јесте Пепер у Никелодионовој серији Бела и Булдози.

## Филмографија

### Телевизија
| Година     | Назив                       | Улога             | Напомена                                             |
| ---------- | --------------------------- | ----------------- | ---------------------------------------------------- |
| 2008.      | Хана Монтана                | девојчица         | Епизода: „Никад ми нећеш дати мој новац”             |
| 2009.      | Очајне домаћице             | мала децојчица #2 | Епизода: „Сви морају имати помоћ”                    |
| 2010.      | Угодни живот на палуби      | млада Лондонкиња  | Епизода: „Лондонска Божићна песма”                   |
| 2010.      | Горуће палме                | Роуз              | Филм                                                 |
| 2010.      | Брат Ден                    | Тина Дестини      | Телевизијски филм                                    |
| 2012–2013. | Иди на                      | Еби               | Епизоде: „Вечера узима све”, „Прстен и госпођица”    |
| 2013.      | Џеси                        | Еилин             | Епизода: „Гуштер Саклес и рвачка прича”              |
| 2013–2014. | Чудовита против ванземаљаца | Сквип             | Споредна гласован улога, 18 епизода                  |
| 2014.      | Тандерменови                | Дарси Вонг        | Епизоде: „Злочин након злочина”, „Прилично мали хор” |
| 2015.      | Мистериозна средња школа    | Краљ Рилеј        | Телевизијски специјал                                |
| 2015–2016. | Бела и Булдози              | Пепер             | Главна улога                                         |
| 2016.      | Руфус                       | Пејџ              | Телевизијски филм                                    |
| 2017.      | Руфус 2                     | Пејџ              | Телевизијски филм                                    |
| 2017.      | Кеј Си на тајном задатку    | Зои               | Епизода: „Куперс на трчању”                          |
| 2018.      | Кућа Бука                   | Стела             | Гласовна улога, 4 епизоде                            |
| 2018.      | Град хероја: Серија         | Карми             | Споредна гласовна улога                              |
| 2018.      | Ко је био? Шоу              | разни ликови      | Главна улога                                         |
| 2018.      | Принц Пеорије               | Браунер           | Споредна улога                                       |

### Филм
| Година | Назив                       | Улога      | Напомена       |
| ------ | --------------------------- | ---------- | -------------- |
| 2019.  | Дора и изгубљени град злата | Игуана Иза | Гласовна улога |